# Kangilineq
Kangilineq [kaˈŋilinɜq] (nach alter Rechtschreibung Kangilineĸ) ist eine wüst gefallene grönländische Siedlung im Distrikt Paamiut in der Kommuneqarfik Sermersooq.

## Lage
Kangilineq liegt an der Ostspitze einer langgezogenen gleichnamigen Insel in der Mündung des Kuannersooq (Kvanefjord). Paamiut liegt relativ nah zwölf Kilometer nordwestlich.

## Geschichte
Es ist überliefert, dass gegen Ende des 18. Jahrhunderts 50 Personen im Fjord lebten, aber es ist unbekannt, ob es sich dabei um Kangilineq handelt. Der Ort ist spätestens seit 1840 besiedelt.
Ab 1911 war Kangilineq ein Teil der Gemeinde Frederikshaab. 1918 lebten 88 Menschen in Kangilineq, die in 15 Häusern lebten. Es gab eine etwa 40 m² große steinerne Schulkapelle mit Altar, Kniefallbank, Predigtpult und Taufbecken. Das Schulzimmer war 2,7 m breit und wurde von einem ausgebildeten Katecheten geleitet. Außerdem arbeitete eine Hebamme in der Kapelle. Unter den Bewohnern waren acht Jäger und vier Fischer, die hauptsächlich von der Robbenjagd lebten.
Zwischen 1918 und 1950 stieg die Einwohnerzahl auf maximal 125 Personen an, lag aber durchschnittlich bei etwa 100 Personen. 1950 wurde Kangilineq in die neue Gemeinde Paamiut eingemeindet. 1950 lebten 105 Personen in Kangilineq. 1960 waren es noch 86. 1963 wurde der Wohnplatz aufgegeben.

## Söhne und Töchter
- Kristian Berthelsen (1894–?), Landesrat